# Ssangnim-myeon
Ssangnim-myeon (koreanska: 쌍림면) är en socken i den centrala delen av Sydkorea, 240 km sydost om huvudstaden Seoul. Den ligger i kommunen Goryeong-gun i provinsen Norra Gyeongsang.